# كيت هدسون
كيت هدسون (بالإنجليزية: Kate Hudson)‏ (مواليد 19 أبريل 1979 في لوس أنجلوس) هي ممثلة أمريكية، مؤلفة ومصممة أزياء. حققت شهرة بعد ترشيحها من قبل لجنة جائزة أوسكار لدورها في فيلم بالكاد مشهور عام 2000، وقدمت عدة ادوار مميزة في هوليوود أهمها في أفلام كيف تخسرين رجلاً في 10 أيام ,والمفتاح الهيكلي وأنت وانا ودوبري.

## الأعمال[6]
- صحراء زرقاء - 1998
- بالكاد مشهور - 2000
- عن آدم -2001
- كيف تخسرين رجلاً في 10 أيام - 2003
- أنت وأنا ودوبري - 2006
- ذهب الأبله - 2008
- حروب العرائس - 2009
- تسعة - 2009
- القاتل بداخلي - 2010
- قليلا من الجنة - 2011
- روك ذا كاسباه 2015
- مارشال - 2017

### كتب
في عام 2016 ، أصدرت كيت أول كتاب لها بعنوان سعيد جميل: طرق صحية لتحب جسدك ، وفي عام 2017 ، أصدرت كتابها الثاني: متعة جميلة: إنشاء التقليد والاحتفال به مدى الحياة.

## وصلات خارجية
- كيت هدسون على موقع IMDb (الإنجليزية)
- كيت هدسون على موقع روتن توميتوز (الإنجليزية)
- كيت هدسون على موقع مونزينجر (الألمانية)
- كيت هدسون على موقع قاعدة بيانات الأفلام العربية
- كيت هدسون على موقع ألو سيني (الفرنسية)
- كيت هدسون على موقع ميوزك برينز (الإنجليزية)
- كيت هدسون على موقع تيرنر كلاسيك موفيز (الإنجليزية)
- كيت هدسون على موقع أول موفي (الإنجليزية)
- كيت هدسون على موقع بوكس أوفيس موجو (الإنجليزية)
- كيت هدسون على موقع قاعدة بيانات الأفلام السويدية (السويدية)